# James Gilreath
James William Gilreath, född 14 november 1939 (somliga källor anger 1936) i Una Community, Clay County, Mississippi, död 7 september 2003 i Saltillo, Mississippi, var en amerikansk countrysångare, som 1963 hade en internationell hit med "Little Band of Gold". Ingen av hans andra inspelningar kom i närheten av att bli en hit. Han har även varit basketbollspelare.

## Listplaceringar, Little Band of Gold
| Lista (1963)   | Position               |
| -------------- | ---------------------- |
| Danmark        | 3 (DR "Top 20")        |
| Finland        | 19                     |
| Irland         | 3                      |
| Storbritannien | 29 (UK Singles Chart)  |
| Sverige        | 2 (Kvällstoppen)       |
| Sverige        | 1 (Tio i topp)         |
| USA            | 21 (Billboard Hot 100) |